# Orchestre national de Montpellier Languedoc-Roussillon
The Orchestre national de Montpellier Languedoc-Roussillon è un'orchestra francese fondata nel 2001, con sede a Montpellier.

## Storia
L'orchestra è associata all'Opéra national de Montpellier in Languedoc-Roussillon ed entrambe sono associate al Festival de Radio France e Montpellier creato nel 1985 da René Koering. L'attuale direttore generale dell'orchestra è Valérie Chevalier, da dicembre 2013.
Il direttore principale dell'orchestra è Michael Schønwandt, da settembre 2015. Il suo contratto iniziale con l'orchestra era previsto fino a giugno 2018.

## Direttori musicali
- Gianfranco Masini (1992-1993)
- Friedemann Layer (1994-2007)
- Lawrence Foster(2009-2012)
- Michael Schønwandt (2015-in carica)